# Möngke
Möngke, également retranscrit en Mongka, aussi appelé Mangu Khagan, également retranscrit en Mangu Khan, né en 1209 et mort en 1259, petit-fils de Gengis Khan, est le khagan (khan suprême) des Mongols à partir de 1251.

## Biographie

### Origines familiales
Il est le fils aîné de Tolui, lui-même quatrième et dernier fils de Gengis Khan et de son épouse principale Börte. Sa mère est l'épouse principale de Tolui, Sorgaqtani. L'élection de Möngke marque la mise à l'écart de la branche d'Ögedei, troisième fils de Gengis Khan, khagan après la mort de son père en 1227.

### L'élection

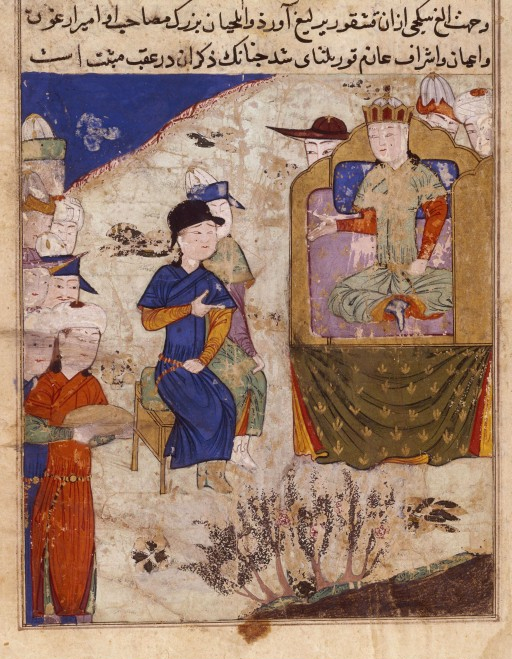
audience, représentation de 1438 dans le

À la mort de Güyük (fils d’Ögedeï), en 1248, son épouse Oghul Qaïmich exerce la régence, et voudrait faire attribuer le trône à un prince de la lignée d'Ögedeï. Son choix se porte soit sur son propre fils, Qoutcha, qu'elle avait eu avec Güyük mais qui est trop jeune, soit sur Chirämön, neveu de Güyük.
Batu, petit-fils de Gengis Khan, et doyen de la famille gengiskhanide depuis 1241, est résolu à écarter les Ögödéides. À cet effet, il accepte la proposition de la veuve de son oncle Tolui, Sorgaqtani, d’élever à la dignité de grand khan son fils ainé Möngke.
Pour parvenir à ses fins, Batu convoque en 1250 un qurultay dans son campement de la région d’Alamag, au nord du lac Yssyk Koul. Les représentants des branches d’Ögedeï et de Djaghataï n’y participent pas ou le quittent avant le terme, seules les maisons de Djötchi et de Tolui sont donc représentées. Lorsque les deux branches absentes apprennent la désignation de Möngke, elles s'y opposent en arguant du fait que l'assemblée s'était tenue trop loin des lieux saints genghiskhanides, et qu'elle était trop incomplète.
Batu juge alors nécessaire de convoquer un deuxième qurultay, sur l'Onon ou le Kéroulèn. Ses opposants refusèrent de s'y rendre, mais, passant outre ces oppositions, Batu charge son frère Berké de convoquer une assemblée à Ködä’ä-aral (ou Kötö’ü-aral), sur le Kéroulèn. Malgré l'opposition de la maison d’Ögedeï soutenue par celle d'Yissou-Mangou, khan de l’oulous de Djaghataï, Berké réunit le qurultay et proclame Möngke grand khan, le 1er juillet 1251.

Les Ögödéides écartés du pouvoir, Chirämön, petit-fils d'Ögedeï, se rend au qurultay finissant au prétexte de rendre hommage au nouveau khan, mais veut surprendre ce dernier et le détrôner avec ses troupes. Son intention découverte, ses troupes sont désarmées, et il est arrêté.

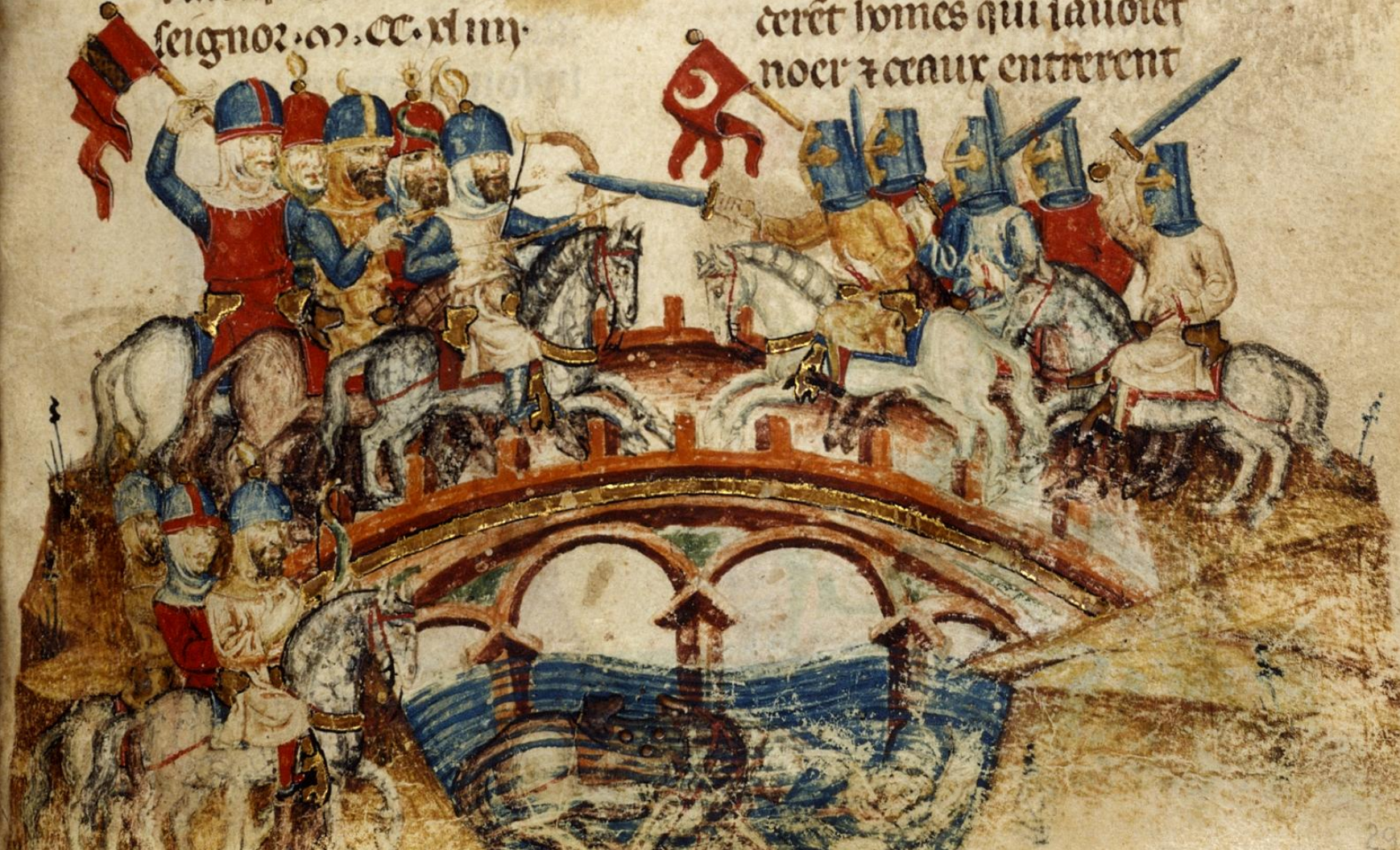
Bataille de Mohi, en Hongrie en 1241, à laquelle Möngke a pu participer.

Möngke punit sévèrement les Ögödéides impliqués, et les conseillers de Chirämön, dont Qadaq et Tchinqaï, sont exécutés. Oghoul Qaïmich, la tante de Chirämön, que Möngke hait (il la décrit à Rubrouck comme une « femme plus vile qu’une chienne »), est dénudée pour être interrogée, cousue dans un sac et noyée entre mai et juillet 1252. Khubilai emmène Chirämön auprès de l'armée chinoise pour le sauver, mais Möngke le noya également plus tard. Qoutcha, fils de Güyük, est relégué à un canton à l'Ouest de Qaraqoroum. Qada’an qui se soumet spontanément et Qaïdou sont épargnés et conservent l’oulous ogodaïde de l’Imil. Yissou-Mangou, chef de l’oulous de Djaghataï, qui s'était opposé à lui est également exécuté et remplacé par Qara-Hulägu, autre Djaghataï, puis par sa veuve, la princesse Orghana (1252). Büri, autre petit-fils de Djaghataï qui avait offensé Batu lors de la campagne d'Europe, est mis à mort par ce dernier.

### Règne
Durant son règne, Möngke rétablit en partie l’unité de l’empire en écartant les descendants d'Ögödei et de Djaghataï de la succession, accusés d'avoir comploté contre lui. Il les fait massivement exécuter afin de restaurer l'unité de l'Empire. Seul Batu préserve une forme d'indépendance et l'autorité sur les territoires de la Horde d'or en récompense de son soutien et de son rôle décisif dans le processus électoral.
Il engage une série de réformes visant à pacifier les régions soumises et à préparer de nouvelles conquêtes. Il restaure le mécanisme administratif impérial et apporte de nouvelles mesures plus efficaces qui permettent de mobiliser toutes les ressources de l'Empire pour approvisionner les armées. Il améliore les méthode de recensement de ses sujets et met en place un système de taxation plus rationnel. Il place également ses frères Kubilai et Houlagou à la tête des armées mongoles. Le premier a pour mission de pacifier la péninsule de Corée.
En 1253, Möngke tient un qurultay à la source de l’Onon où il donne à ses frères l’ordre d’aller conquérir le monde. Il charge le cadet Hülegü d’annexer au Turkestan le califat de Bagdad ainsi que la Mésopotamie, et à Kubilay de conduire une expédition contre la Chine des Song du Sud.
Sous son règne, il cède en 1266 des parts de la péninsule de Crimée à la république de Gênes, qui y fonde la Gazarie. Le Khanat de Crimée sera installé plus tard sur la péninsule par la Horde d'or et existera aux côtés de la colonie génoise[réf. nécessaire].

### Expansion militaire

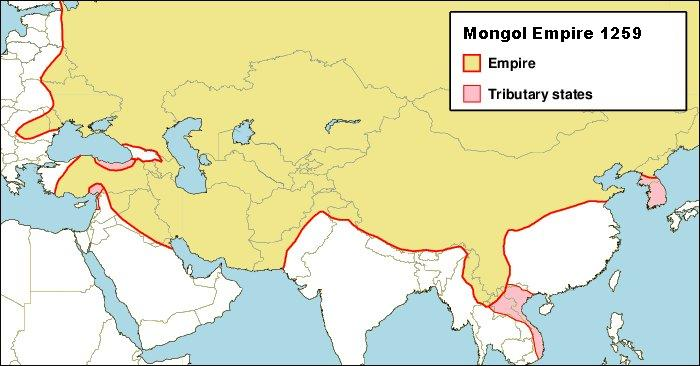
Empire mongol sous Möngke en 1259

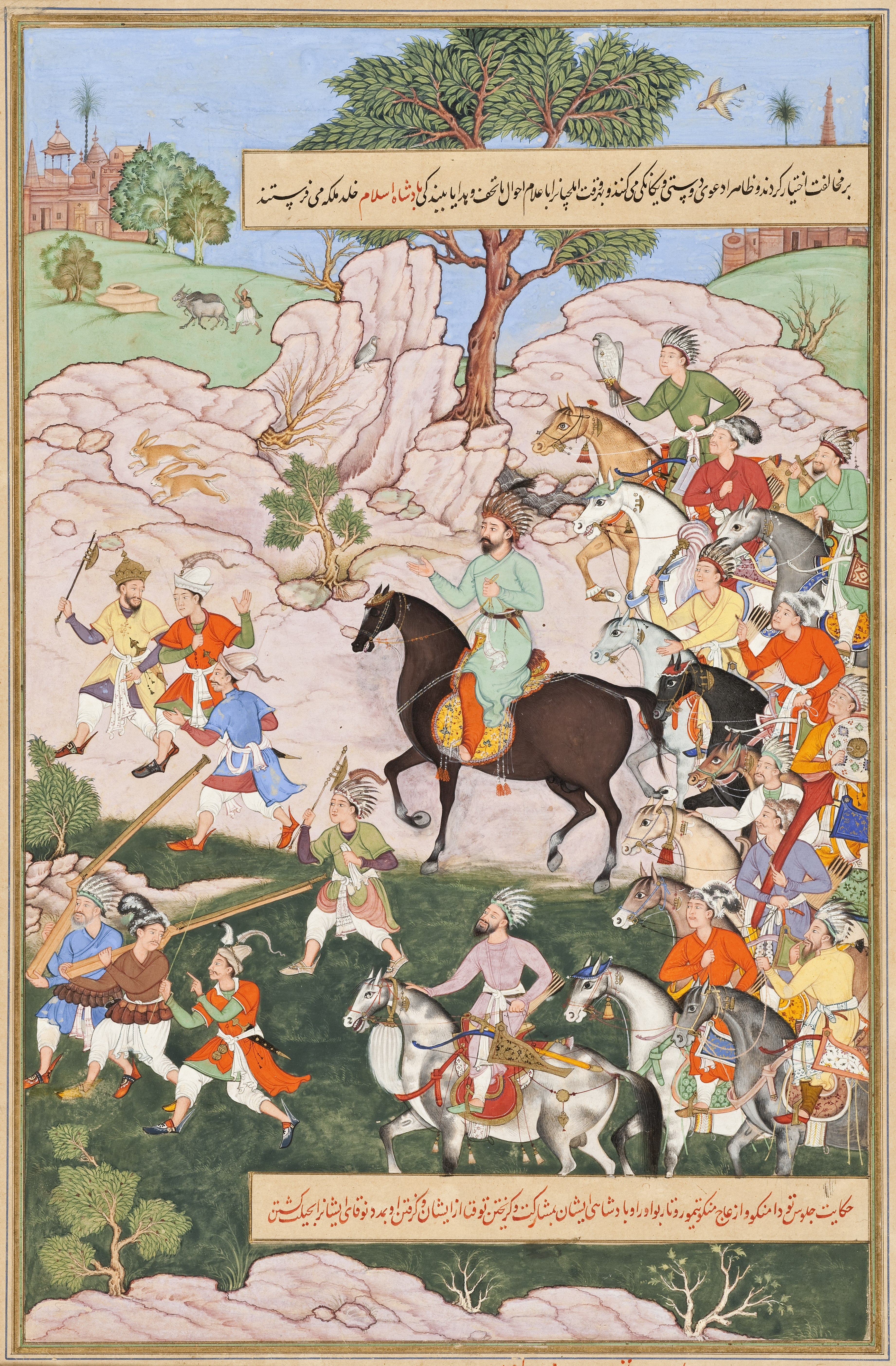
Möngke et sa horde

#### Conquêtes de Kubilai
La deuxième invasion mongole du Tibet a lieu entre 1251 et 1253, décidée par Möngke, voit d'une part Qoridai (5e fils de Kubilai Khan, qu'il eut avec Qoruchin Khatun), le commandant des troupes mongoles, soumettre à la domination mongole toute la région jusqu'à Damxung (Dangquka), au nord-est de Lhassa, d'autre part une armée commandée par Dupeta (ou Dobeta) pénètre dans le pays jusqu'à Dam, tuant, pillant, incendiant des maisons, détruisant des temples,.
Selon Hugues-Jean de Dianous, Möngke Khan n'envoie des troupes au Tibet qu'en 1253, qui est alors intégré à l'Empire.
Dans les écrits tibétains, il est nommé tibétain : བོད་ཀྱི་མོན་མཁར་མགོན་པོ་གདོང, Wylie : Bod kyi-mon-mkhar-mgon-po-gdong, THL : bö kyi mönkhar gönpo dong.
C'est sous le règne de Möngke que débute la conquête du sud-est asiatique :
Le Royaume de Dali (correspondant à peu près à l'actuel Yunnan) dont la capitale, Dali, située au bord du lac Erhai se trouve sur les contreforts du plateau du Tibet, conquis par Kubilai Khan en 1253.
Le Tonkin en 1257. Cette dernière conquête reste toutefois, selon Jean-Paul Roux, « incertaine et précaire », empêchant une véritable domination de la région.

#### Conquêtes d'Houlagou
Möngke charge son frère Houlagou d'établir « les coutumes (rusum va yusum) et la loi (yasa) » des Mongols de l'Oxus à l'Égypte, ce qui implique notamment : l'assujettissement des Lors, un peuple du sud de l'Iran ; la destruction de la secte des Nizârites (dits « Haschichim », « Assassins ») ; la destruction du califat des Abbassides à Bagdad, c'est-à-dire le cœur du monde musulman de cette époque ; la conquête des territoires dirigés par les Mamelouks d'Égypte, qui incluent la Syrie.
L'armée d'Houlagou part en 1255 ; elle prend facilement le contrôle des Lors, et sa réputation effraye tant les Assassins qu'ils capitulent et livrent leur forteresse d'Alamut sans combat en 1256,. Puis il soumet les Kurdes et autres populations de l'ouest de l'Iran. Bagdad est prise lors de la bataille du 10 février 1258. L'événement eut un retentissement et une portée symbolique énormes : "Il y avait cinq cent quinze ans que cette ville avait englouti le monde entier" en dira le chroniqueur arménien Kirakos de Gandzak. Houlagou s'empare ensuite de la Syrie, et s'apprête à envahir l'Égypte lorsque la mort de Möngke entraîne l'arrêt momentané de la campagne. Les Mamelouks reprennent la Syrie peu après avoir écrasé les Mongols lors de la bataille d'Aïn Djalout, et tué leur chef, Ketboga.

### Aspects religieux

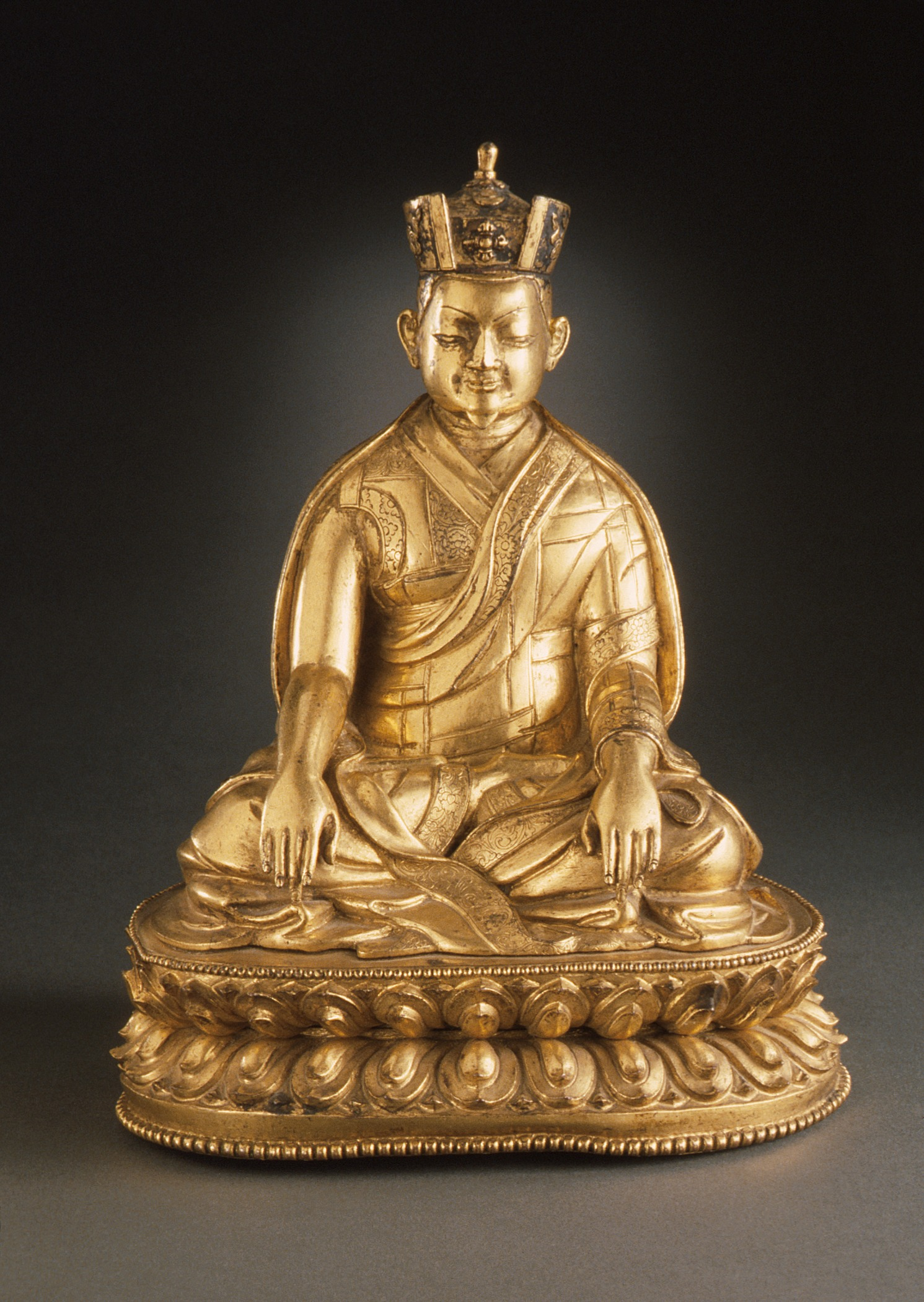
Le deuxième Karmapa, Karma Pakshi, reconnu Möngke comme un ancien disciple.

Tolui, père de Möngke et fils préféré de Gengis Khan, épousa la princesse Sorgaqtani et conserva auprès d'elle une église nestorienne. Leurs fils Möngke, Kubilai, Houlagou et Ariq Boqa sont élevés dans l'esprit de la foi chrétienne, mais la yassa mongole leur interdit d'être baptisés.
Lors de leur conquêtes, les Mongols s'adaptent à la religion de la région conquise, ce qui est une façon de conserver le pouvoir sur leurs colonies. Ils ont donc adopté le bouddhisme en Chine orientale et au Tibet,  et Ariq Boqa a adopté l'Islam de la Perse qu'il a conquise.[réf. nécessaire].
Le deuxième Karmapa, Karma Pakshi (1206-1283) voyage beaucoup et notamment en Mongolie et devient un célèbre enseignant. Il est particulièrement honoré par Möngke Khan, reconnu par le Karmapa comme un ancien disciple.

### Mort et succession
En 1259, Möngke part lui-même en campagne aux côtés de Kubilai, laissant la régence à son frère Ariq Boqa à Karakorum. Il meurt peu après pendant le siège de forteresse de Diaoyu (钓鱼城), (dans l'actuel District de Hechuan à Chongqing dans l'empire des Song du sud[réf. nécessaire].
Il meurt soudainement le 11 août 1259. Chaque chronique donne une cause différente pour sa mort. Du choléra selon les Chinois, de dysenterie selon les Perses, ou d'une flèche lors d'une bataille selon d'autres[Qui ?].
La mort de Möngke provoque l'arrêt des guerres en cours et transforme les tensions latentes entre les princes mongols en une série de conflits ouverts. Ariq Boqa prend le pouvoir, sans faire l'unanimité, et se retrouve opposé à Kubilai dans ce que l'on nomme aujourd'hui la guerre civile toluid. 
En 1260, Khubilaï est élu cinquième et dernier khan[réf. nécessaire] mais ce n'est qu'en 1264 qu'il parvient à soumettre Ariq Boqa à Xanadu.

## Famille

### Epouses et descendance
- Qututai Khatun, fille de Manggechen, prince Khongirad, fils de Che, frère de Börte, l'épouse de Gengis Khan
- Yesuder Khatun, aussi fille de Manggechen, ensuite remariée à Yobuqur, fils d'Ariq Boqa, fils de Tolui
- Qutuqtai Khatun, fille d'Uladai, seigneur Ikires, et de la princesse Antu, petite-fille d'Ögödei Khan, dont il eut :
  - Baltu (premier fils)
  - Urüng Tash (second fils), père d'Olzai, prince de Wei, lui-même père de la princesse Nülün, mariée à Albadai, fils d'Aibuqa, chef Ongut
  - Bayalun Khatun, mariée à Qurin, fils de Jaqurchin, fils de Bötu, seigneur Ikires;
- Oghul Qaimish Khatun, fille de Qutuqa beki, roi des Oirat, dont il eut :
  - Shirin Khatun, mariée à Chochimtai, fils de Taichu, seigneur Olqunu’ut
  - Bichqa Khatun, mariée à son beau-frère Chochimtai
- Bayaujin, concubine, des Bayaut, dont il eut :
  - Shiragi (troisième fils)
- Küiteni, concubine, des Eljigin, dont il eut :
  - Asutai (quatrième fils)

## Citations
Edward Conze rapporte dans son ouvrage sur le bouddhisme deux mots de Möngke, qui, alors qu'il favorisait nestoriens, bouddhistes et taoïstes au nord de l'Inde, vers 1250, montre l'ouverture de son esprit politicien. Au Franciscain Guillaume de Rubrouck, il déclara : « Nous croyons qu'il n'y a qu'un seul Dieu […]. Mais, comme Dieu a donné à la main plusieurs doigts, Il a donné de même aux hommes plusieurs voies », alors qu'il disait aux bouddhistes que leur mouvement était comme la paume de cette main dont les doigts étaient les autres religions.